# Provincia Meridionale (Sri Lanka)
La provincia Meridionale dello Sri Lanka è una piccola regione che si estende appunto nel meridione dell'isola, basa la sua economia principalmente sulla pesca e l'agricoltura.
Galle è il capoluogo della provincia con una popolazione di circa 99.500 abitanti; si sta assistendo ad un fenomeno migratorio verso le vicine, e più importanti, città di Kotte e Colombo.

## Distretti
La provincia comprende tre distretti: 
- Galle
- Matara
- Hambantota